# Don't Look Down
Don't Look Down (Brasil: Não Olhe Para Baixo / Portugal: Acrofobia: O Pânico) é um filme para a televisão do gênero terror de 1998, dirigido por Larry Shaw e produzido por Wes Craven, o mesmo diretor da série de filmes Pânico e produtor da série de filmes Drácula 2000. O filme é sobre uma mulher que está lutando para lidar com a morte de sua irmã e se junta a um grupo de pessoas que sofrem de acrofobia.

## Produção
O filme usado locais em Vancouver e na University of Northern British Columbia, Prince George no Canadá.

## Sinopse
O filme inicia-se com Carla, sua irmã e seu namorado em uma viagem nas falésias. Depois de um acidente, quando a irmã de Carla cai de um penhasco, Carla desenvolve um medo das alturas. Em um esforço para superar sua fobia ela se junta a um grupo de apoio, mas quando os outros membros do grupo começam a morrer, um por um, Carla começa a suspeitar que ela era o alvo real do acidente.

## Elenco
- Megan Ward como Carla Engel
- Billy Burke como Mark Engel
- Terry Kinney como Dr. Paul Sadowski